# 西南文艺
《西南文艺》，是指中华民国、中华人民共和国时期曾经存在的一个云南期刊。

## 概述
1938年，中华全国文艺界抗敌协会昆明分会成立，出版《文化岗位》，1938年7月13日，创刊号出版。主编采轮流制，主编过该刊的有张子斋、唐登岷、张天虚、杨季生、杨亚宁、马子华、杨东明等。1941年皖南事变后，昆明文协工作一度停顿，1944年5月恢复。不久后改名为《西南文艺》，刊载抗日、民主方面的作品。